# Holesamudra, Aurad
Holesamudra là một làng thuộc tehsil Aurad, huyện Bidar, bang Karnataka, Ấn Độ.